# Cantone di Sabres
Il Cantone di Sabres era una divisione amministrativa dell'arrondissement di Mont-de-Marsan.
È stato soppresso a seguito della riforma complessiva dei cantoni del 2014, che è entrata in vigore con le elezioni dipartimentali del 2015.
Comprendeva i comuni di:
- Commensacq
- Escource
- Labouheyre
- Lüe
- Luglon
- Sabres
- Solférino
- Trensacq